# Alexander Cunningham
Alexander Cunningham (23. ledna 1814 – 28. listopadu 1893) byl britský archeolog a armádní inženýr, zakladatel Archaeological Survey of India. Účastnil se četných vykopávek po Indickém subkontinentu včetně mnoha archeologických objevů na poli protoindické kultury. Za své zásluhy obdržel Řád Indické říše.

## Objevy
- v Harappě v západním Paňdžábu (dnes Pákistán) objevil zvláštní kamenné pečetidlo s neznámým písmem.

## Dílo
- Bhilsa Topes (1854)
- The Ancient Geography of India (1871)
- The Book of Indian Eras (1883)
- Coins of Ancient India (1891)
- The Stupa of Bharhut : A Buddhist Monument Ornamented with Numerous Sculptures Illustrative of Buddhist Legend and History in the Third Century B.C. Reprint. Poprvé publikováno v roce 1879, Londýn. 1998